# Communauté de communes Adour-Rustan-Arros
La communauté de communes Adour-Rustan-Arros est une communauté de communes française, située dans le département des Hautes-Pyrénées et la région Occitanie.
Elle a fusionné avec les communautés de communes de Vic-Montaner et Adour-Rustan-Arros pour former la communauté de communes Adour Madiran.

## Composition
Elle est composée des communes suivantes :
| Nom                          | Code Insee | Gentilé       | Superficie (km2) | Population (dernière pop. légale) | Densité (hab./km2) |
| ---------------------------- | ---------- | ------------- | ---------------- | --------------------------------- | ------------------ |
| Rabastens-de-Bigorre (siège) | 65375      | Rabastenais   | 8,93             | 1 478 (2014)                      | 166                |
| Ansost                       | 65013      | Ansostois     | 2,20             | 58 (2014)                         | 26                 |
| Barbachen                    | 65061      | Barbachénois  | 3,04             | 55 (2014)                         | 18                 |
| Bazillac                     | 65073      | Bazillacois   | 10,28            | 335 (2014)                        | 33                 |
| Bouilh-Devant                | 65102      | Bouilhois     | 2,99             | 22 (2014)                         | 7,4                |
| Buzon                        | 65114      | Buzonais      | 4,40             | 87 (2014)                         | 20                 |
| Escondeaux                   | 65161      | Escondolais   | 3,79             | 283 (2014)                        | 75                 |
| Gensac                       | 65196      | Gensacois     | 3,44             | 109 (2014)                        | 32                 |
| Lacassagne                   | 65242      | Lacassagnais  | 6,65             | 239 (2014)                        | 36                 |
| Laméac                       | 65254      | Laméacais     | 5,32             | 148 (2014)                        | 28                 |
| Lescurry                     | 65269      | Lescurriens   | 5,02             | 172 (2014)                        | 34                 |
| Liac                         | 65273      | Liacais       | 4,17             | 200 (2014)                        | 48                 |
| Mansan                       | 65297      | Mansanais     | 2,08             | 38 (2014)                         | 18                 |
| Mingot                       | 65311      | Mingotois     | 1,73             | 94 (2014)                         | 54                 |
| Monfaucon                    | 65314      | Monfauconnais | 10,38            | 216 (2014)                        | 21                 |
| Moumoulous                   | 65325      | Boulounencqs  | 3,36             | 40 (2014)                         | 12                 |
| Peyrun                       | 65361      | Peyrunais     | 4,01             | 87 (2014)                         | 22                 |
| Saint-Sever-de-Rustan        | 65397      | Rustanais     | 9,52             | 168 (2014)                        | 18                 |
| Sarriac-Bigorre              | 65409      | Sarriacais    | 10,80            | 285 (2014)                        | 26                 |
| Ségalas                      | 65414      | Ségusiens     | 5,97             | 86 (2014)                         | 14                 |
| Sénac                        | 65418      | Sénacais      | 8,94             | 297 (2014)                        | 33                 |
| Tostat                       | 65446      | Tostatais     | 6,27             | 496 (2014)                        | 79                 |
| Trouley-Labarthe             | 65454      |               | 4,39             | 100 (2014)                        | 23                 |
| Ugnouas                      | 65457      | Ugnouasais    | 1,59             | 72 (2014)                         | 45                 |

## Démographie
| 2009 | 2010  |
| ---- | ----- |
| -    | 4 936 |

## Liste des Présidents successifs
| Période                                  | Période  | Identité           | Étiquette | Qualité |
| ---------------------------------------- | -------- | ------------------ | --------- | ------- |
|                                          | en cours | Alain Bonnecarrère |           |         |
| Les données manquantes sont à compléter. |          |                    |           |         |

## Historique
- Le 1er janvier 2013, les communes de Lacassagne et Ségalas rejoignent la communauté de communes.